# Pleurothorax
Pleurothorax är ett släkte av skalbaggar. Pleurothorax ingår i familjen Dryophthoridae.
Kladogram enligt Catalogue of Life:
| Pleurothorax | \| \| Pleurothorax pagdeni \| \| \| \| \| \| Pleurothorax torrida \| \| \| \| |
|              | \| \| Pleurothorax pagdeni \| \| \| \| \| \| Pleurothorax torrida \| \| \| \| |
|              | Pleurothorax pagdeni                                                          |
|              |                                                                               |
|              | Pleurothorax torrida                                                          |
|              |                                                                               |